# Vigh Imre
Vigh Imre (Székesfehérvár, 1938. április 3. – Székesfehérvár, 2001. április 23.) olimpiai 8. helyezett, háromszoros ifjúsági és háromszoros felnőtt magyar bajnok birkózó, edző. Első mestere Ördögh Imre volt a Fehérvári Dózsában. Később atyai jó barátja, id. Tombor István edzői irányításával előbb a VT Vasasban, majd a Honvéd Szondi Sportegyesületben birkózott szülővárosában, Székesfehérváron. Egyetemi évei alatt Budapesten a Ferencváros színeiben lépett szőnyegre. 
Az FTC versenyzőjeként 1963-ban a szófiai világbajnokságon félnehézsúlyban negyedik lett, majd már a fehérvári Szondi SE versenyzőjeként 1964-es tokiói olimpián félnehézsúlyban (97 kilogramm) szabadfogásban 8. helyezést ért el, 1965-ben a manchesteri felnőtt világbajnokságon pedig ismét a negyedik helyen végzett. A hazai válogatottságtól az 1971-es a magyar-román mérkőzéssel vett győztes búcsút. Visszavonulása után a Szondi SE szabadfogású csapatának edzőjeként dolgozott Székesfehérváron. Halála után tiszteletére egykori tanítványa Szabadbattyán birkózóegyesületét róla nevezte el.
| Év       | Érem  | Súlycsoport                      | Egyesület             |
| -------- | ----- | -------------------------------- | --------------------- |
| 1971     | bronz | +100 kg                          | Honvéd Szondi SE      |
| 1969     | ezüst | +100 kg                          | Honvéd Szondi SE      |
| 1964     | arany | félnehézsúly                     | Székesfehérvári Vasas |
| 1962     | arany | félnehézsúly                     | Ferencvárosi TC       |
| 1961     | arany | nehézsúly                        | Ferencvárosi TC       |
| 1960     | ezüst | nehézsúly                        | Ferencvárosi TC       |
| 1958     | ezüst | nehézsúly                        | Ferencvárosi TC       |
| 1958     | arany | II. osztály (ifjúsági) nehézsúly | Ferencvárosi TC       |
| 1956     | arany | ifjúsági nehézsúly               | Fehérvári Dózsa       |
| 1955 (?) | arany | ifjúsági nehézsúly (?)           | Fehérvári Dózsa       |

Edzés utáni csoportképet itt talál.